# Strigoderma marginata
Strigoderma marginata är en skalbaggsart som beskrevs av Olivier 1789. Strigoderma marginata ingår i släktet Strigoderma och familjen Rutelidae. Inga underarter finns listade i Catalogue of Life.